# Криластонепчани живци
Криластонепчани живци (лат. nervi pterygopalatini) су бочне гране горњовиличног нерва, које се од њега одвајају у криластонепчаној јами. Најчешће их има 2-3 и простиру се од стабла горњовиличног живца унутра и наниже ка одговарајућем ганглиону. Они доносе ганглиону сензитивна нервна влакна, али од њега примају 1-2 одводне гранчице. Криластонепчани живци имају велики број грана, међу којима се посебно издвајају гране за носну дупљу и гране за тврдо и меко непце.

## Гране за носну дупљу
Гране за носну дупљу се простиру ка унутра и највећим делом пролазе кроз клинастонепчани отвор и улазе у носну дупљу.
Спољашње задње горње носне гране одлазе до спољашњег зида дупље и оживчавају слузокожу горње и средње носне шкољке и одговарајућих носних ходника.
Унутрашње задње горње носне гране одлазе до носне преграде и инервишу њену слузокожу, а најдужа од ових грана је носно-непчани нерв (лат. nervus nasopalatinus). Он улази у канал секутића и спаја се са истоименим живцем супротне стране и великим непчаним живцем.

## Гране за тврдо и меко непце
Гране за тврдо и меко непце су: велики и два мала непчана живца.
Велики непчани живац (лат. nervus palatinus major) се пружа од криластонепчаног ганглиона наниже и улази у велики непчани канал где прати истоимену артерију. Овде се од њега одвајају спољашње задње носне гране (лат. rami nasales posteriores inferiores laterales), које оживчавају доњу носну шкољку и доњи носни ходник. Након тога живац излази кроз велики непчани отвор тврдог непца и доспева у усну дупљу. Одатле се простире унапред и унутра и у пределу секутића се спаја са истоименим нервом супротне стране и носно-непчаним живцем. Он инервише слузокожу тврдог непца и унутрашњу страну десни горње вилице.
Мали непчани живци (лат. nervi palatini minores) се у почетку простиру паралелно са претходним живцем и након тога улазе у мале коштане непчане канале, путем којих долазе до меког непца. Ови живци инервишу слузокожу меког непца и непчани крајник.